# Waaijenberg
 (janvier 2021).
Waaijenberg est un constructeur automobile néerlandais de minivoitures, en particulier des véhicules pour les utilisateurs de fauteuils roulants et les conducteurs handicapés, fondé en 1966 par Kees Waaijenberg et son siège social se trouve à Veenendaal, aux Pays-Bas.
Dans les années 1970 et 1980, il était populaire pour l'importation de la version néerlandaise de Reliant Robin par le constructeur automobile britannique Reliant. En 1978, l'entreprise a commencé à fabriquer des véhicules pour personnes handicapées. De 1980 à 1996, elle a produit un modèle de véhicule appelé Arola, qui a été rebadgé à partir d'un Arola d'un constructeur automobile français. En 1995, elle a sorti un modèle de voiture appelée Canta, destinée aux personnes handicapés.
Les minivoitures de Waaijenberg ont une vitesse limitée de 45 km/h, et ne sont donc pas autorisés à circuler sur les voies rapides et autoroutes. Selon la loi néerlandaise, de nombreux conducteurs de minivoitures n'ont pas besoin de permis.